# Эскаланте Рамирес, Брайан Себастьян
Бра́йан Себастья́н Эскала́нте Рами́рес (исп. Brian Sebastian Escalante Ramírez; род. 20 сентября 1999) — перуанский шахматист, гроссмейстер (2024). В составе сборной Перу — участник Jлимпиады 2022 (3-я доска, +2-2=3).

## Биография
Начал играть в шахматы в 5 лет, первый тренер — Хосе Луис Чонг Санчес.
Участник чемпионата Перу 2016 года — 8-9 места.
В 2017 году стал победителем юношеского чемпионата Панамерики и квалифицировался на взрослый чемпионат 2018 года. Набрал 8 очков из 11 на континентальном чемпионате Америки, поделив 3-9 места (итогое 5-е). Он прошёл в отборочный турнир (стадию тай-брейка), по результатам которого не смог квалифицироваться на Кубок мира 2019.
В 2019 году занял 8-13 места на опен-турнире в Сент-Луисе.
Нормы гроссмейстера выполнил на турнирах First Saturday March 2020, Будапешт — победа; DCC April Norm Invitational 2022, Ричардсон — 3-е место и US Masters 2023.
Учится на IT-мененджера в Техасском университете в Далласе, играл за сборную университета на соревнованиях. В декабре 2023 года команда с его участием заняла 2-е место на Панамериканском межвузовском командном чемпионате. Потом Эскаланте Рамирес поступил в Вебстерский университет также на IT-мененджера.